# Antilská kreolština
Antilská kreolština (mezi mluvčími nazývána též Patois či Patwa) je souhrnné pojmenování pro kreolské jazyky založené na francouzštině, které se používají na několika ostrovech Malých Antil. Jedná se především o Guadeloupe, Dominiku, Martinik, Svatou Lucii a okolní menší ostrovy. Počet mluvčích dosahuje zhruba 1 000 000 osob. Antilská kreolština je blízká haitské kreolštině.
Antilskou kreolštinu lze rozdělit do dvou podskupin. Míra porozumění mezi oběma variantami dosahuje 90%.
- svatolucijština – kreolština používaná na Svaté Lucii a Dominice (ISO 639-3 kód má acf[1][2])

- guadeloupština – kreolština používaná na Martiniku a Guadeloupe (kód gcf[3][4])